# Bosquerola de Fraser
La bosquerola de Fraser (Myiothlypis fraseri) és un ocell de la família dels parúlids (Parulidae).

## Hàbitat i distribució
Habita la selva i bosc de les terres baixes a l'oest i centre de l'Equador i nord-oest del Perú.